# Veules-les-Roses
Veules-les-Roses – miejscowość i gmina we Francji, w regionie Normandia, w departamencie Sekwana Nadmorska.
Według danych na rok 1990 gminę zamieszkiwały 753 osoby, a gęstość zaludnienia wynosiła 145 osób/km² (wśród 1421 gmin Górnej Normandii Veules-les-Roses plasuje się na 318. miejscu pod względem liczby ludności, natomiast pod względem powierzchni na miejscu 674.).